# Humbert Ier de Beaujeu
Pour les articles homonymes, voir Humbert, Humbert Ier, Humbert de Beaujeu et Beaujeu.
Humbert, né en 949 et mort en 1016, est un seigneur de la fin du Xe siècle et du début du siècle suivant. 

## Biographie

### Origines
Humbert (Humberti) est le fils aîné de Beraud [II] (mort vers 966/67) et de Vandelmode de Salin. Il a 4 frères et sœurs : Guichard ; Etienne ; Umfred et Guignes.

### Vie
Humbert succède à la mort de son père, en 967.
Il épouse à une date inconnue, Emelde. Avec elle, il a :
- Beraud, nommé dans un titre de l'abbaye de Cluny ;
- Guichard , seigneur de Beaujeu ;
- Leotald, aussi nommé dans un titre de l'abbaye de Cluny.

Il meurt en 1016.